# Dieße
Die Dieße (auch Diesse genannt) ist ein etwa 18 km langer, rechter bzw. südsüdwestlicher Zufluss der Ilme in Niedersachsen (Deutschland). 

## Name
Ursprünglich wird der Fluss als Dießen, Diesen oder Diessen bezeichnet. Es handelt sich hierbei um eine n-Ableitung zu niederdeutsch disig für 'dunstig'. Alternativ wäre auch eine Herleitung von ahd. dinsan 'entziehen, ziehen, schleppen' möglich.

## Verlauf
Die Dieße entspringt am Ostrand des Sollings nahe Fredelsloh und fließt in überwiegend nordnordöstlicher Richtung vorbei an den äußersten Nordwestausläufern des Höhenzugs Weper (im Süden), am Ellenser Wald (im Westen) und am Höhenzug Ahlsburg (im Osten) über Lauenberg und Wellersen nach Holtensen, wo sie in die von Westen kommende Ilme mündet. 
In Lauenberg wird von der Dieße ein Mühlgraben gespeist, mit dessen Wasser zwei Wassermühlen angetrieben werden.